# 주오사카 대한민국 총영사관
주 오사카 대한민국 총영사관은 1966년 (쇼와 41년) 일본 오사카시에 개설된 대한민국 외교부 소속의 총영사관이다.

## 공관 연혁
- 1949년 (쇼와 24년) : 주일본 한국 대표부(현 주일본 대한민국 대사관의 전신) 오사카 사무소 개설[2]
- 1966년 (쇼와 41년) : 총영사관으로 승격.[2] 당시 주소 오사카시 히가시구 하쿠로우초 5초메 27(大阪市東区馬喰町5丁目27)[3][4]
- 1974년 (쇼와 49년) : 미도스지 (오사카시 미나미구 미쓰데라초 12, 大阪市南区三津寺町12)로 이전.[5]
- 1980년 (쇼와 55년) : 미나미구·히가시구의 합병과 함께 주소는 오사카시 주오구 니시신사이바시 2-3-4(大阪市中央区西心斎橋2-3-4)으로 변경[6]
- 2018년 (헤이세이 30년) 5월: 청사재건과 함께[7] 임시청사로 이전[2]

## 관할지역
- 오사카부
- 교토부
- 나라현
- 와카야마현
- 시가현[1]

## 역대 공관장
| 대수          | 성명           | 부임             |
| ------------- | -------------- | ---------------- |
| 제1대 총영사  | 김진홍(金鎭弘) | 1966년 5월 8일   |
| 제2대 총영사  | 정도순(鄭度淳) | 1972년 3월 1일   |
| 제3대 총영사  | 조일제(趙一濟) | 1975년 3월 20일  |
| 제4대 총영사  | 장송록(張松祿) | 1976년 12월 3일  |
| 제5대 총영사  | 김재춘(金在春) | 1977년 3월 4일   |
| 제6대 총영사  | 윤영엽(尹榮燁) | 1981년 10월 21일 |
| 제7대 총영사  | 유래형(柳來馨) | 1988년 3월 31일  |
| 제8대 총영사  | 박노수(朴魯洙) | 1989년 12월 15일 |
| 제9대 총영사  | 박종기(朴種沂) | 1992년 10월 12일 |
| 제10대 총영사 | 김세택(金世擇) | 1995년 8월 30일  |
| 제11대 총영사 | 윤형규(尹逈奎) | 1998년 9월 1일   |
| 제12대 총영사 | 유병우(兪炳宇) | 2001년 5월 25일  |
| 제13대 총영사 | 정화태(鄭華泰) | 2004년 9월 13일  |
| 제14대 총영사 | 오영환(吳榮煥) | 2007년 9월 5일   |
| 제15대 총영사 | 김석기(金碩基) | 2011년 3월 7일   |
| 제16대 총영사 | 이현주(李賢主) | 2011년 11월 30일 |
| 제17대 총영사 | 하태윤(河泰允) | 2015년 4월 8일   |
| 제18대 총영사 | 오태규(吳泰奎) | 2018년 4월 17일  |
| 제19대 총영사 | 조성렬(趙成烈) | 2021년 6월 9일   |
| 제20대 총영사 | 김형준(金亨駿) | 2022년 9월 29일  |
| 제21대 총영사 | 진창수(陳昌洙) | 2024년 7월 3일   |

## 같이 보기

### 일반 주제
- 대한민국의 재외공관 목록
- 일본 주재 외국공관 목록
- 대한민국-일본 관계
- 주일본 대한민국 대사관

### 일본에 설치된 다른 한국 공관
- 주후쿠오카 대한민국 총영사관
- 주삿포로 대한민국 총영사관
- 주나고야 대한민국 총영사관
- 주요코하마 대한민국 총영사관
- 주센다이 대한민국 총영사관
- 주니가타 대한민국 총영사관
- 주히로시마 대한민국 총영사관
- 주고베 대한민국 총영사관

### 오사카에 설치된 다른 외국 공관
- 주오사카·고베 미국 총영사관
- 주오사카 타이베이 경제문화판사처